# 부꽁득
부꽁득(베트남어: Vũ Công Đức / 武公悳 무공덕, ? ~ 1669년)은 대월 후 레 왕조의 정치인, 버우 주의 제5대 군주(재위: ? ~ 1669년)이다. 뚜옌꽝진(宣光鎭) 지역의 수장(守將)이었고, 종군공(베트남어: Tông Quận Công / 宗郡公)을 칭하였다. 또한 왕작을 참칭하며 후 레 왕조에 대항하다가 살해되었다.

## 생애
부꽁득은 후 레 왕조 시기 뚜옌꽝진의 통치자로서, 그의 일족은 대대로 그곳의 수장(守將)을 맡았다.이었다. 부득꿍의 뒤를 이은 부꽁득은 소부(少傅) 종군공(宗郡公)을 칭하였다. 다만 그는 '산천의 험하고 멂을 믿고 몰래 신하가 되지 않으려는 마음을 쌓아왔으며, 왕작을 참칭하여 거짓으로 조반(朝班)에 섰다'고 하며, 또한 후 레 왕조의 적인 막 왕조의 잔당과 '여러 차례 서신을 나누며 왕래하였다'고 한다. 부꽁득은 왕조에 이러한 죄상을 갖고 있었으나 조정은 여전히 그가 후 레 왕조의 중흥을 도운 훈신(勳臣)의 후예임을 생각하여 '차마 문죄할 수 없었다'고 한다.
까인찌 7년(1669년) 농력(農曆) 9월, 부꽁득은 수하의 마푹쯔엉(麻福長)과 사이가 좋지 않아졌고, 부꽁득은 마음속으로 두려워하여 직접 수도 탕롱으로 가서 해명하려 했지만 도중에 누군가에게 살해되었다. 조정은 이 소식을 듣고 부꽁득이 '비록 신하의 예절을 잃었으나 여전히 그의 조부가 큰 공로가 있음을 생각하여 의로 보아 끊을 수 없다'고 여겼고, 이에 그의 아들 부꽁뚜언을 부꽁득의 후계자로 세워주고 계속 뚜옌꽝진 지역을 진수하도록 하였으며, 여러 자녀들을 고루 위무하였다. 마푹쯔엉은 불충한 죄로 감옥에 갇혔다.

## 참고 문헌
- 吳士連等. 《《大越史記全書》》 (중국어). 陳荊和編校. 東京大學東洋文化硏究所附屬東洋學文獻センター（昭和59－61年）（1984－1986）.
- “Hội Bảo tồn Di sản chữ Nôm─《大越史記全書·本紀續編·黎紀·玄宗穆皇帝》”. 2016년 3월 7일에 원본 문서에서 보존된 문서. 2019년 11월 5일에 확인함.
- “Hội Bảo tồn Di sản chữ Nôm─潘清簡等《欽定越史通鑑綱目》正編卷之三十三至三十六”.[깨진 링크]

| 전 임 부득꿍 | 제5대 대월 후 레 왕조 버우 주의 군주 ? ~ 1669년 | 후 임 부꽁뚜언 |